# Saropogon beckeri
Saropogon beckeri är en tvåvingeart som beskrevs av Villeneuve 1922. Saropogon beckeri ingår i släktet Saropogon och familjen rovflugor. Inga underarter finns listade i Catalogue of Life.